# مات لوريا
ماثيو «مات» لوريا (بالإنجليزية: Matt Lauria)‏ (ولد في 16 أغسطس 1982) ممثل وموسيقي أمريكي.

## روابط خارجية
- مات لوريا على موقع IMDb (الإنجليزية)
- مات لوريا على موقع ألو سيني (الفرنسية)
- مات لوريا على موقع أول موفي (الإنجليزية)
- مات لوريا على موقع قاعدة بيانات الفيلم (الإنجليزية)
- مات لوريا على موقع كينوبويسك (الروسية)